# 44216 Olivercabasa
44216 Olivercabasa è un asteroide della fascia principale. Scoperto nel 1998, presenta un'orbita caratterizzata da un semiasse maggiore pari a 2,6434006 UA e da un'eccentricità di 0,1945408, inclinata di 13,91404° rispetto all'eclittica.
L'asteroide è dedicato all'astrofilo spagnolo Josep Maria Oliver i Cabasa.